# Dichelyma capillaceum
Dichelyma capillaceum là một loài Rêu trong họ Fontinalaceae. Loài này được (With.) Myrin mô tả khoa học đầu tiên năm 1833.